# 馬洛內河

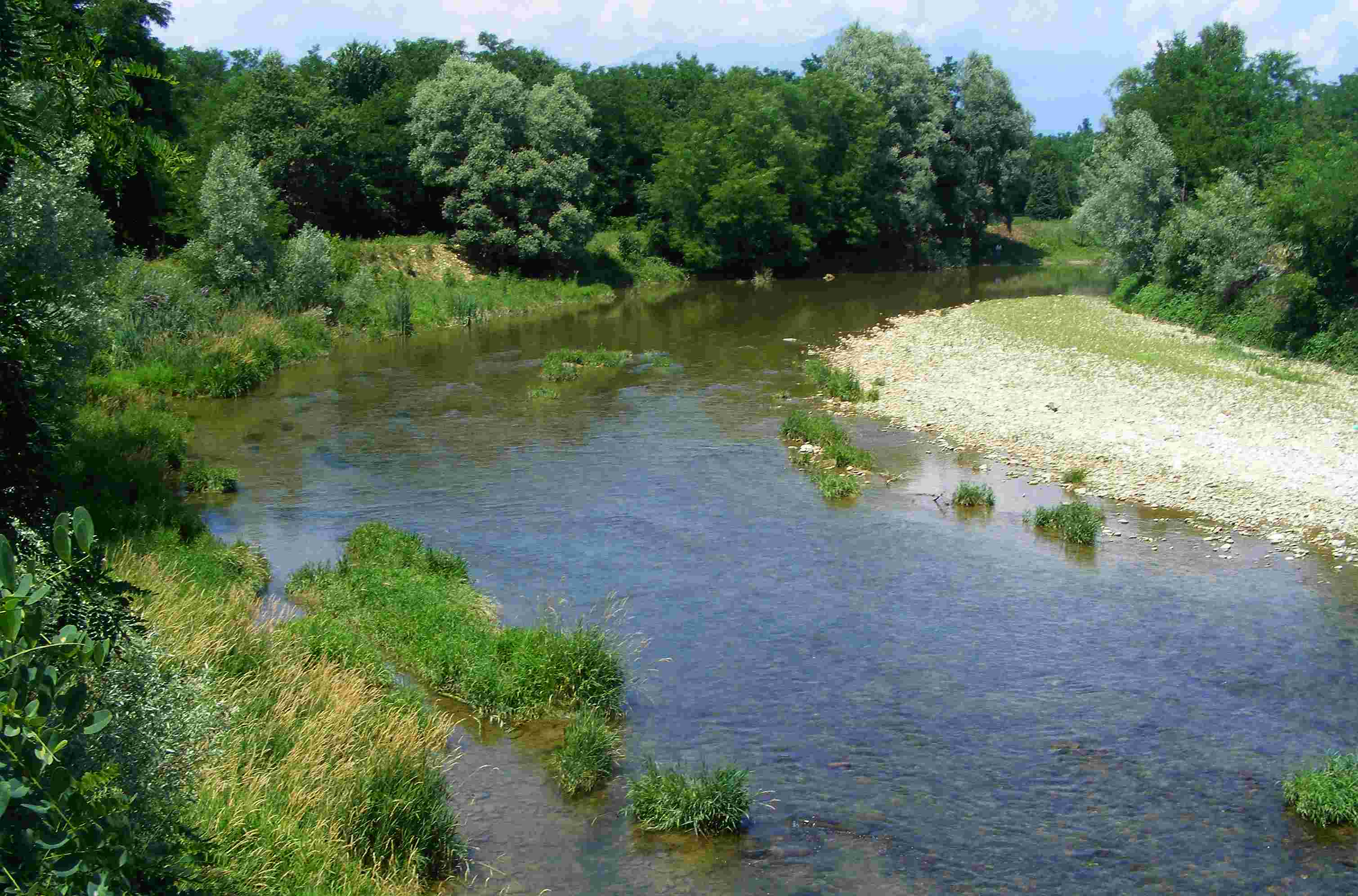
馬洛內河

馬洛內河（義大利語：Malone）是意大利的河流，位於該國西北部，屬於波河的左支流，河道全長48公里，流域面積360.8平方公里，平均流量每秒6.8立方米，發源自格拉耶山，河口處在布蘭迪佐。
45°11′N 7°52′E / 45.183°N 7.867°E